# نتالي فضل الله
ناتالي سيرجيو فضل الله هي عارضة أزياء لبنانية ومؤسسة ومالكة وكالة عرض الأزياء «نتاليز آيجنسي».

## النشأة والمسيرة
ولدت نتالي لسيرجيو فضل الله ولأم اسمها كلوديت في كوسبا في لبنان. أسست وكالة عرض الأزياء "نتاليز آيجنسي (بالإنجليزية: Nathalie's Agency)‏ في 1988 والتي تقدم عروض أزياء للنساء والرجال من سن 14 إلى 35 عاما. وافتتحت بعد ذلك فرعا لوكالتها في القاهرة. وساهمت وكالتها في إطلاق شهرة العديد من عارضي وعارضات الأزياء في العالم العربي ومنهم من دخل مجال الفن والغناء لاحقا. توجت بلقب "ملكة ملكات جمال عارضات الأزياء" في حفل في لبنان. نظمت رفقة جيف زلزلي في سبتمبر 2010 أول عرض أزياء معلق في العالم. ترشحت للانتخابات النيابية في 2013 عن المقعد الماروني في طرابلس. ولكنها لم تفز بمقعد.

## الحياة الشخصية
تزوجت من المغني عزيز عبود ولكنهما تطلقا. ثم خُطبت لعارض الأزياء المعتزل جيف زلزلي الدي طلب يدها في برنامج تلفزيوني مباشر في قناة الجديد. ثم فُسخت الخطوبة لاحقا.

## الجوائز والتكريم
- ملكة ملكات جمال عارضات الأزياء